# Colotepec
Colotepec es una localidad del estado mexicano de Guerrero. Es parte del municipio de Ayutla de los Libres.

## Toponimia
El nombre «Colotepec» proviene de los términos en náhuatl: colotl, alacrán; tepec, cerro. Su significado es «cerro de alacranes».

## Demografía
| Gráfica de evolución demográfica |
|                                  |

| Censo | Población |
| ----- | --------- |
| 1940  | 694       |
| 1950  | 766       |
| 1960  | 896       |
| 1970  | 1 392     |
| 1980  | 1 727     |
| 1990  | 2 373     |
| 2000  | 2 746     |
| 2010  | 2 808     |
| 2020  | 2 561     |